# Mahmoud Abdou Zouber
Mahmoud Abdou Zouber, né à Gabero dans la région de Gao vers 1941, est un historien malien.

## Biographie
Mahmoud Abdou Zouber est diplômé de l'Université Paris IV. Il a été  ambassadeur du Mali en Arabie saoudite (1993). Premier directeur de l'Institut des hautes études et de recherches islamiques Ahmed Baba de Tombouctou, il œuvre pour la sauvegarde, la restauration et l’inventaire des manuscrits (textes produits entre le XIIe et le XVIIIe siècle) de Tombouctou. Mahmoud Abdou Zouber a été aussi conseiller des affaires religieuses `a la pr'esidence d'Amadou Toumani Touré. 
En 2016, il participe à la création de la fondation Mohammed VI des oulémas africains au Maroc. 

## Ouvrages
- Aḥmad Bābā de Tombouctou (1556-1627), sa vie et son œuvre, G.-P. Maisonneuve et Larose, 1 janvier 1977